# Leuchtturm Gdańsk Nowy Port
Der Leuchtturm Gdańsk Nowy Port, benannt nach dem gleichnamigen Stadtbezirk (deutsch Neufahrwasser), ist ein Leuchtturm an der Ostsee und zeigte bis 1984 den Schiffen die Einfahrt in den Hafen der Seestadt Danzig, in der polnischen Woiwodschaft Pommern.
Benachbarte Leuchttürme stehen in Hel (Hela) und in Krynica Morska (Kahlberg) im Westen.

## Geschichte
1758 wurden zwei neue Richtfeuer für eine sichere Einfahrt in den Hafen in Betrieb genommen. Das untere davon war ein Wipp-Feuer. Das obere war ein gemauerter Turm von 20 Metern Höhe. Auf beiden wurden Kohlefeuer in einem Korb entfacht. Damit wurde das Feuer auf der Weichsel-Festung hinfällig. 1817 wurde mit Wachs-Kerzen, 1825 mit Argand-Gas-Lampen und Parabolspiegeln beleuchtet. Später folgte Rapsöl, dann Erdöl und letztlich Elektrizität.
Auf dem Lotsenberg, der nordwestlich des Leuchtturms lag, befand sich seit mindestens 1849 eine Lotsenstation, also eine Sturmsignalstation, und eine Zeitballstation, die im Juli 1876 eröffnet wurde. Die Notwendigkeit, die Feuerhöhe des Lichts zu erhöhen und stärkere Linsen zu installieren sowie den über hundertjährigen Leuchtturm-Betrieb zu modernisieren, veranlasste die Danziger Behörden, eine neue Anlage zu bauen. Im Bericht des Regierungspräsidenten der Danziger Bezirksregierung, Adolf von Heppe, ist zu lesen, dass das alte weiße Licht in Neufahrwasser nicht mehr den damaligen Anforderungen entsprach und dass es mindestens sieben Meter über dem mittleren Meeresspiegel angebracht werden sollte, damit es funktioniert, um für Schiffe sichtbar zu sein, die Hel passieren. Unter Berücksichtigung der zahlreichen vorgeschlagenen Verbesserungen beschloss das Ministerium der öffentlichen Arbeiten daher, auf dem Lotsenberg einen neuen Turm zu bauen, der mit elektrischen Bogenlampen ausgestattet werden sollte. 1893 begann der Bau und bald darauf erstrahlte das erste elektrische Feuer auf einem deutschen Leuchtturm.
Der neue Danziger Leuchtturm war über sieben Meter höher als sein Vorgänger. Der massive Granitsockel des Turms erhebt sich neun Meter über dem Meeresspiegel. Der achteckige Turm, der mit einer Empore und einer Laterne mit Kupferkuppel endet, erreicht eine Höhe von 27,3 Metern. Die in Weiß leuchtende Lampe der neuen Laterne erreichte eine ganz neue Tragweite, deren starkes Licht war auch bei Nebel und undurchsichtiger Luft sichtbar, und bei guten Wetterbedingungen war es über die Halbinsel Hel hinaus zu sehen. Das optische Gerät wurde von der berühmten Firma Barbier & Fenestre aus Paris nach dem Patent des französischen Physikers Augustin Fresnel hergestellt. Der Leuchtturm war gleichzeitig Lotsenstation, ging 1894 in Betrieb und erhielt auf seiner Spitze ein ungewöhnliches Instrument, eine Zeitkugel. Mit dem Steigen und Sinken um jeden Mittag konnten die Kapitäne der im Hafen liegenden Schiffe die Chronometer genau einstellen.
Die Kosten für den neuen Leuchtturm beliefen sich auf 156.000 Mark. Daneben wurden ein Maschinenraum und ein Leuchtturmwärterhaus errichtet.
Am 20. Oktober 1911 wurde ein lichtoptischer Apparat der Firma Julius Pintsch AG aus Berlin in Betrieb genommen, der ein Blinklicht erzeugte.
Als 1929 ein Sturm den Danziger Mechanismus, die Zeitkugel, zerbrach, wurde er nicht mehr repariert. Erst lange Jahre nach der Außerdienststellung des Leuchtturms konnte der restaurierte Zeitball am 21. Mai 2008 als touristische Attraktion wieder in Betrieb gehen.
Heute ist er der einzige in Privatbesitz befindliche Leuchtturm in Polen, der 2004 ein neues Leben als historisches Denkmal bekam und eines der attraktivsten und markantesten historischen Gebäude von Danzig ist. Im Jahr 2006 wurde der Leuchtturm in das nationale Register historischer Gebäude eingetragen.

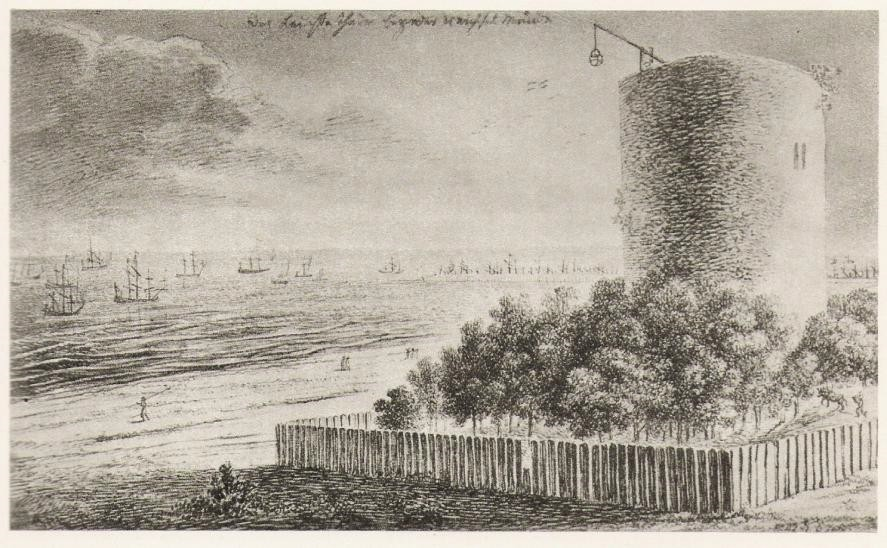
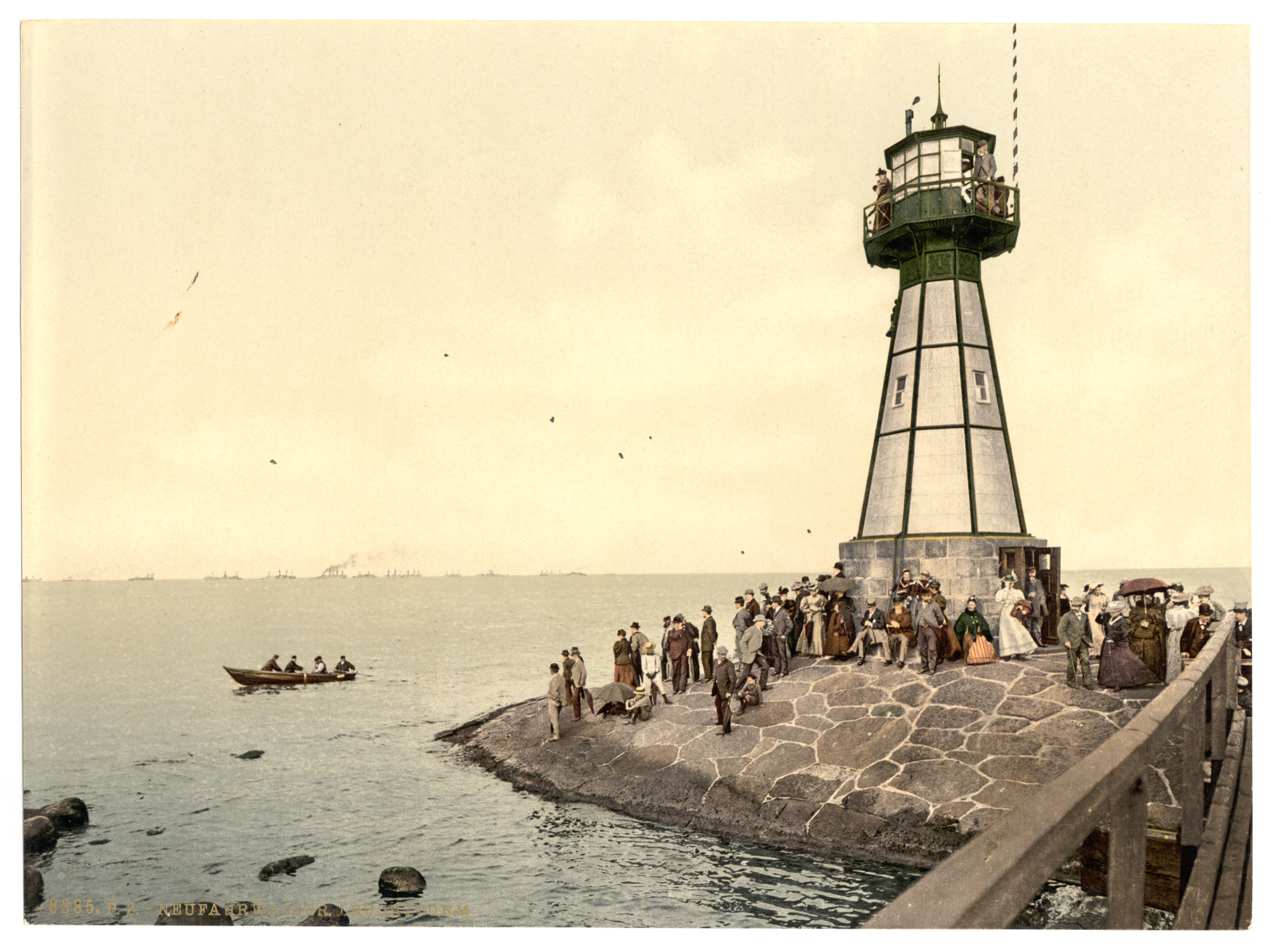
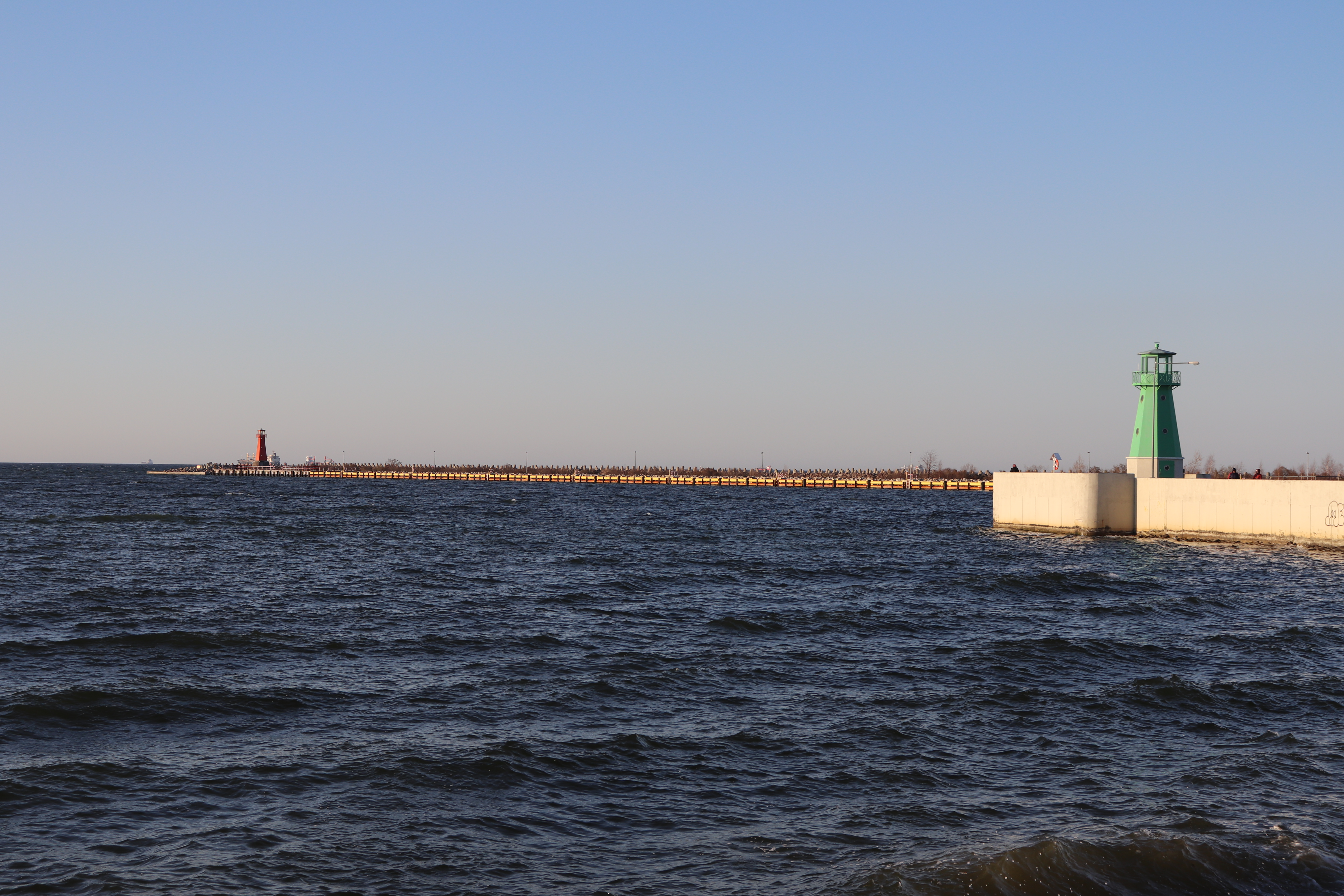
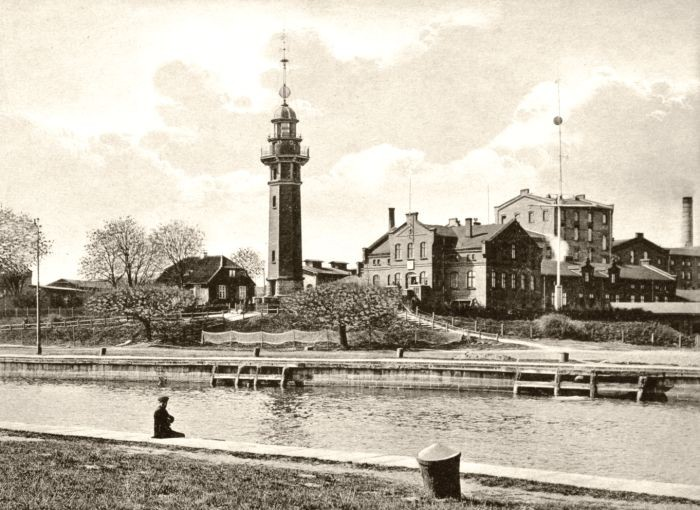
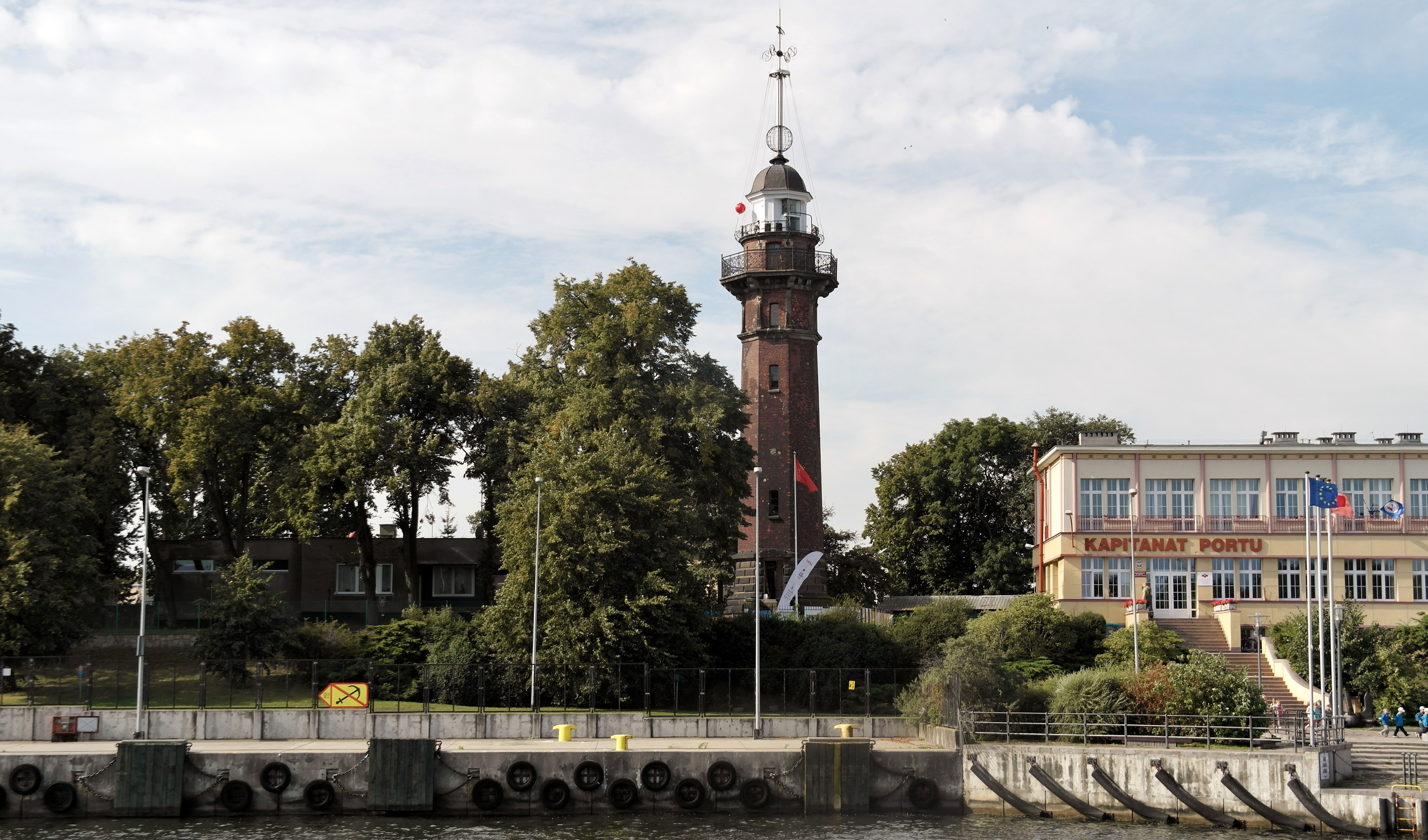
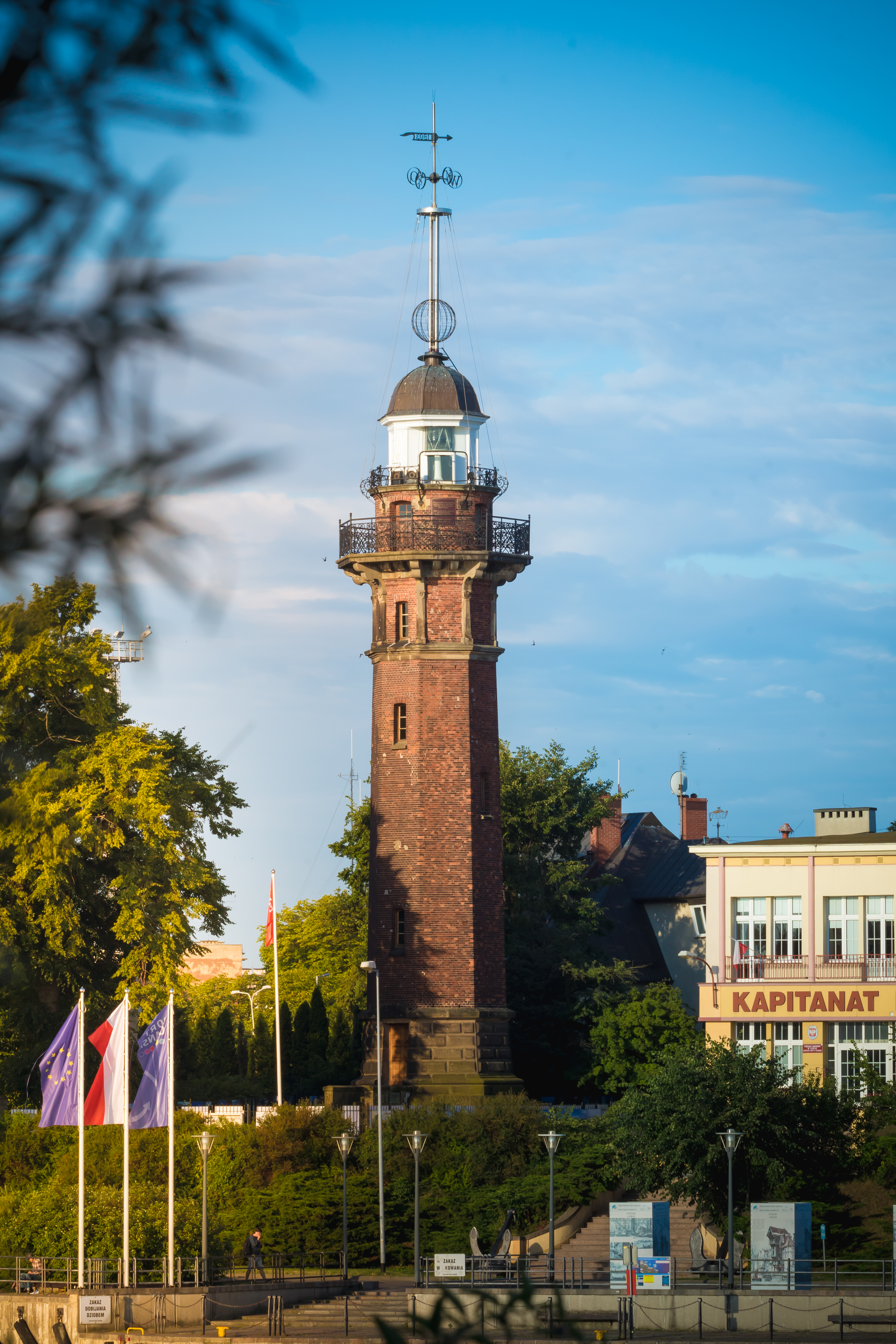

## Weitere Leuchtfeuer in Danzig
| Name                                             | Name | Koordinaten                      |                        | Baujahr | Turmhöhe        | Feuerhöhe       | Kennung?°        | Reichweite      | # UKHO NGA ARLHS              |         |
| ------------------------------------------------ | ---- | -------------------------------- | ---------------------- | ------- | --------------- | --------------- | ---------------- | --------------- | ----------------------------- | ------- |
| Leuchtturm Festung Weichselmünde Leuchtfeuer     |      | 54° 23′ 45″ N, 18° 40′ 44,8″ O   | Ostsee, Danziger Bucht | 1482    | 30 m (98,4 ft)  |                 | gelöscht 1758    |                 |                               | [ A 1 ] |
| Leuchtturm Gdańsk Port Północny Leuchtturm       |      | 54° 23′ 59,2″ N, 18° 41′ 46,4″ O | Ostsee, Danziger Bucht | 1984    | 61 m (200,1 ft) | 56 m (183,7 ft) | Fl(3)W.9s140-320 | 25 sm (46,3 km) | C 3080.8 6968 POL-007 PL-0170 | [ A 2 ] |
| Leuchtturm Gdańsk Nowy Port Mole Ost Molenfeuer  |      | 54° 24′ 59,1″ N, 18° 39′ 31,9″ O | Ostsee, Danziger Bucht | 1842    | 13 m (42,7 ft)  | 11 m (36,1 ft)  | LFl.R. 6s        | 7 sm (13 km)    | C 3068 6876 POL-006           | [ A 3 ] |
| Leuchtturm Gdańsk Nowy Port Mole West Molenfeuer |      | 54° 24′ 39,1″ N, 18° 39′ 32,2″ O | Ostsee, Danziger Bucht |         | 13 m (42,7 ft)  | 11 m (36,1 ft)  | LFl.G. 6s        | 8 sm (14,8 km)  | C 3066 6880 POL-005           | [ A 4 ] |

Anmerkungen
1. ↑  Festung ist zugänglich.
2. ↑  Von der Plattform hat man (nur die Angestellten, der Turm ist nicht frei zugänglich) einen weiten Blick über die Bucht bis zu Halbinsel Hel. Als einziger polnischer Leuchtturm besitzt er einen Fahrstuhl.
3. ↑   Auf der Ostmole der Westerplatte befindet sich der älteste Danziger Leuchtturm. Der aus gußeisernen Elementen bestehende, rote Leuchtturm wurde am 1. April 1843 in Betrieb genommen und sichert die Hafeneinfahrt auf der Backbordseite. 2012 wurde er bei Sanierungsarbeiten der Mole durch einen neuen Turm ersetzt.
4. ↑   Das grüne Westmolenfeuer sichert die Hafeneinfahrt.

## Sonstiges
Der Leuchtturm kann vom 1. Mai bis 31. August täglich von 10.00 bis 19.00 Uhr und im September samstags und sonntags von 10.00 bis 17.00 Uhr besichtigt werden. Der historische Zeitball fällt an den o. g. Tagen um 12.00, 14.00, 16.00 und 18.00 Uhr.

## Philatelistische Würdigung
Im Jahr 2015 gab die polnische Post den vierten Briefmarkenblock einer neuen Serie mit Leuchttürmen der polnischen Küste heraus. Eine der Briefmarken zeigt den Leuchtturm Gdańsk Port Północny, Wert 2,35 zł.
Eine numismatische Würdigung gab es 2010 mit einer Sonderprägung Polskie Latarnie Morskie mit vier Leuchtturm-Münzen von Gdansk, Rozewie, Hel und Krynica Morska.